# ジャパンインターナショナルボートショー

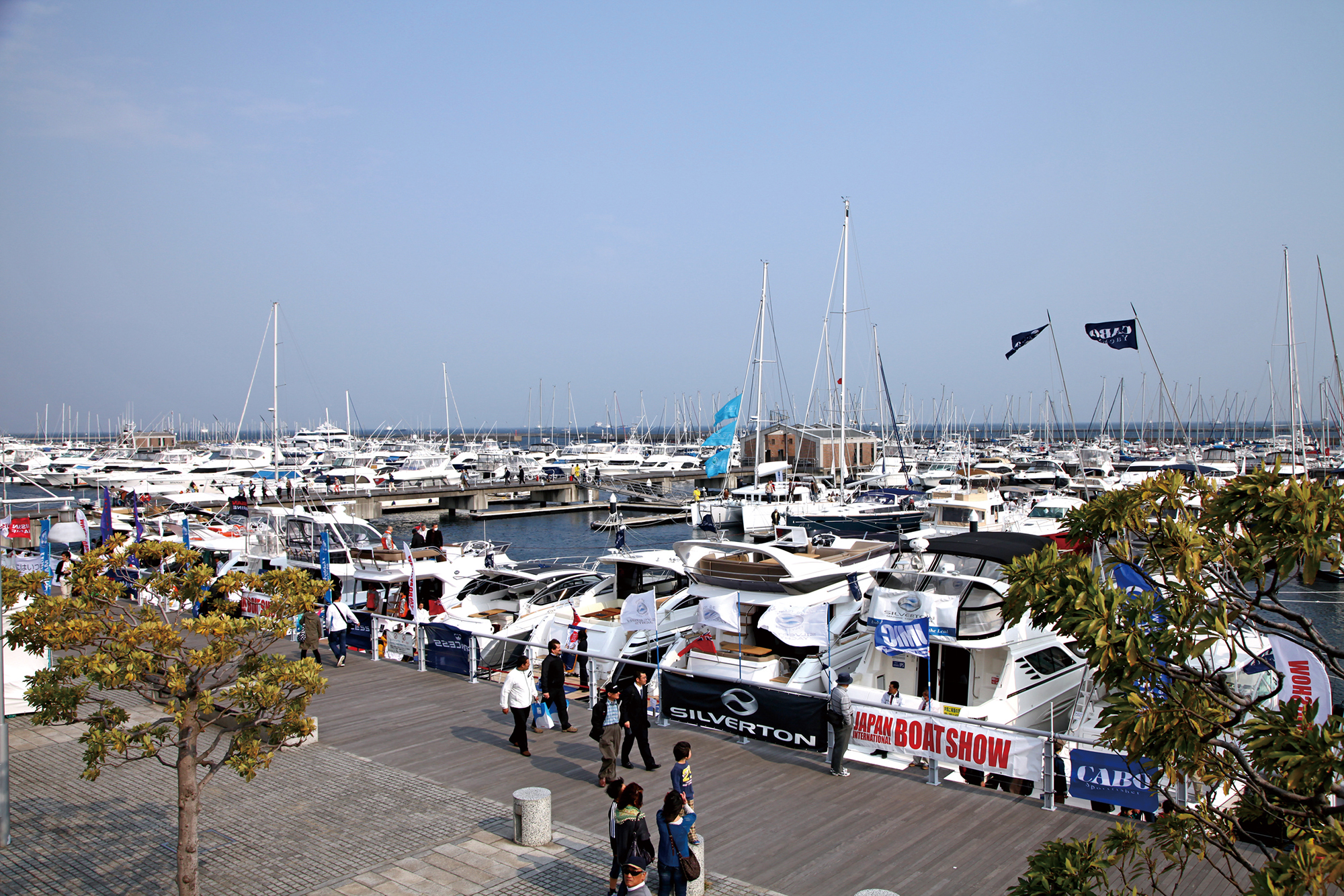
2013年ボートショー（第2会場）横浜ベイサイドマリーナ

ジャパンインターナショナルボートショーは（一社）日本マリン事業協会が首都圏で主催するボートショー。

## 歴史
- 1962年に日本における初めての本格的規模のボートショーとして千駄ヶ谷の東京都体育館で「第1回東京ボートショー」が開催。1964年（第3回）から1996年（第35回）まで主に晴海の東京国際見本市会場で開催され、1975年（第14回）から「東京国際ボートショー」に改称。1997年（第36回）以降は、有明の東京ビッグサイトや千葉市の幕張メッセで開催された[1]。
- 2008年に「ジャパンインターナショナルボートショー2008in横浜」に改称して開催。来場者数は4日間で47,103人[2]。
- 2009年に「ジャパンインターナショナルボートショー2009 in 横浜」開催。来場者数は4日間で40,533人[3]。
- 2020年は新型肺炎の大流行懸念で開催中止[4]。